# Terpsichore jamesonioides
Terpsichore jamesonioides är en stensöteväxtart som först beskrevs av Fée, och fick sitt nu gällande namn av Alan Reid Smith. Terpsichore jamesonioides ingår i släktet Terpsichore och familjen Polypodiaceae. Inga underarter finns listade.